# Incendio del periódico ABC
El incendio del periódico ABC (Madrid, 26 de abril de 1967) se produjo en las instalaciones originales del rotativo que se encontraba entre la calle de Serrano y el paseo de la Castellana.

## Causa y desarrollo
El incendio comenzó en la nave de rotativas a las once de la mañana, cuando todo estaba más o menos en calma. Se produjo un cortocircuito cuando el operario Jacinto Retuerta vertía el contenido de un bidón de disolvente sobre el depósito de recuperación. La chispa se convirtió en llama que se extendió a los otros bidones en grandes llamaradas. Inmediatamente llamaron a los bomberos pero las llamas produjeron una gran humareda y confusión.
Se derrumbó el techo de la nave de rotativas y se hundió parte de la maquinaria. Acudieron 3 coches autobombas, 6 tanques y una escala. Intervinieron 45 bomberos. Aunque el fuego se dominó en media hora, estuvieron toda la mañana hasta apagar los últimos rescoldos. Fue afectada la parte derecha lateral de la nave, la rotativa que tira la edición aérea, el cuarto del regente, el almacén de rodillos y vestuario. Se derrumbaron 15 metros de bóveda de la nave sobre las máquinas.

## Afectados
Dos mujeres trabajadoras de limpieza quedaron aisladas en el torreón exterior, a punto de desmoronarse, y debieron ser rescatadas. 
El operario más afectado fue Jacinto Retuerta quien salió al paseo de la Castellana (que entonces se denominaba avenida del Generalísimo) envuelto en llamas. Unos transeúntes se quitaron la chaqueta para apagar sus ropas. Una vez socorrido, el operario, de una manera heroica, quiso entrar de nuevo en la nave para ayudar en la extinción y apagar los motores de recuperación. Acción que le afectó con numerosas quemaduras y un pronóstico grave cuando fue llevado al Hospital Universitario La Paz. El otro operario, Manuel Ortego, tuvo quemaduras de pronóstico reservado y fue llevado a la clínica Covesa. El bombero Antonio Lara también tuvo quemaduras de pronóstico reservado y fue llevado al equipo quirúrgico de Montesa.
Todos los rotativos de la prensa madrileña y hasta La Vanguardia se solidarizaron con Prensa Española, la empresa editora del ABC. El director del diario Ya ofreció sus instalaciones y rotativas para que los periódicos no dejaran de imprimirse.